# Кюль, Готхард
Готхард Кюль (нем. Gotthardt Kuehl; 28 ноября 1850[…], Любек — 9 января 1915[…] или 10 января 1915, Дрезден) — немецкий художник-импрессионист.

## Жизнь и творчество
Кюль начал изучать живопись в Дрезденской академии художеств (1867), затем учился в Академии изящных искусств Мюнхена (1870).

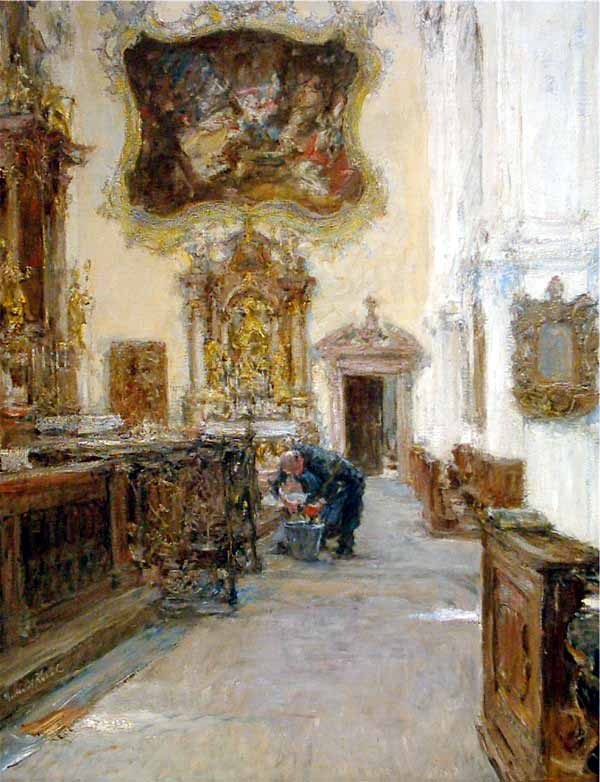
Интерьер собора Святого Петра в городе Зальцбурге (1912 год)

В 1878-1889 годы проживал в Париже, откуда совершил поездки в Италию и Нидерланды, где изучал живопись старых мастеров. В 1895 году становится профессором в Дрезденской академии художеств. В 1902 году основывает художественную группу Эльбцы (Elbier). Участник новаторского движения Берлинский сецессион. Занимался преподавательской работой вплоть до самой своей смерти.
Готхард Кюль создавал как городские пейзажи, в том числе архитектурные зарисовки (в особенности Дрездена и родного Любека), так и полотна на социально значимую тематику. Получил признание уже в начальном периоде своего творчества.
Среди его учеников был, в частности, Йозеф Франц Хегенбарт.

## Художественное наследие
Произведения Герхарда Кюля в основном хранятся в музеях Любека (Бенхауз) и Мюнхена (Городской музей, владеет коллекцией рисунков художника). Также его полотна находятся в художественных галереях Берлина (Старая национальная галерея), Гамбурга (Кунстхалле), Дрездена (Альте Мейстер), Лейпцига (Музей изобразительных искусств) и в других.